# 07 (албум Нине Бадрић)
07 је назив музичког албума хрватске поп певачице Нине Бадрић, који је издат 2007. године за продукцијску кућу Aquarius Records.

## Песме
На албуму се налазе следеће песме: